# Turakowate

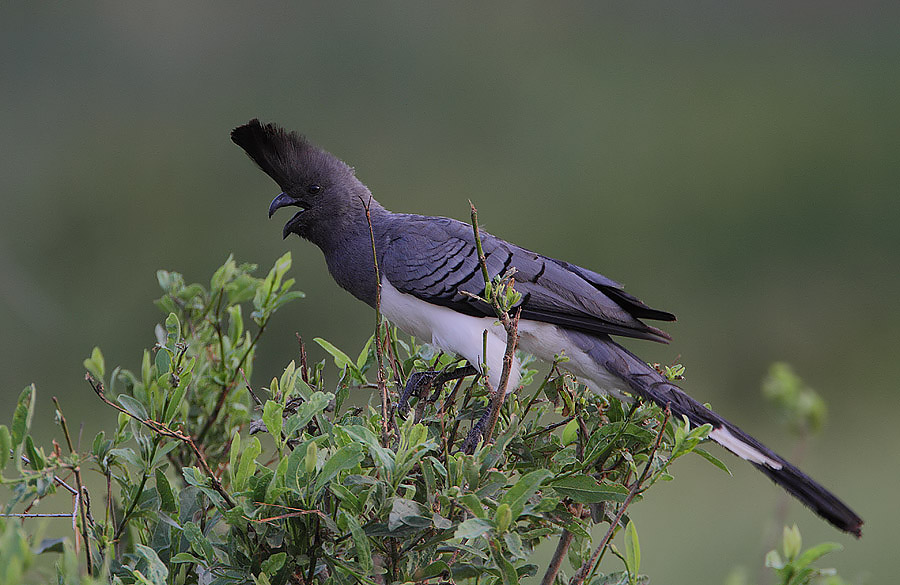
Zamieszkujący sawanny hałaśnik białobrzuchy posiada skromne upierzenie, ale podobny do innych turaków czub.

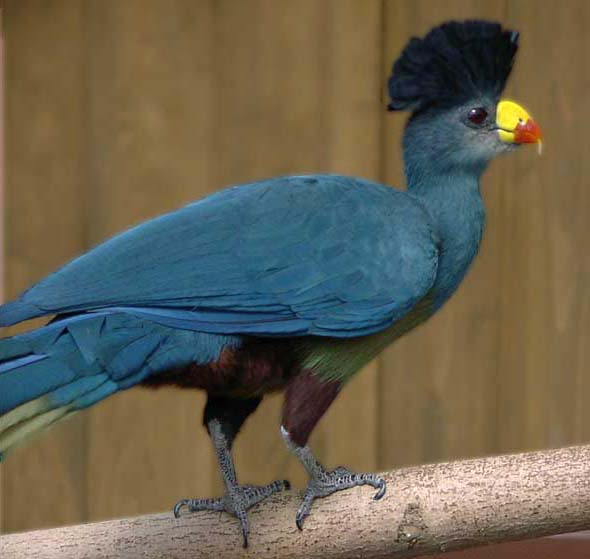
Turak olbrzymi swą nazwę zawdzięcza znacznym rozmiarom – jest trzykrotnie cięższy od pozostałych turaków.

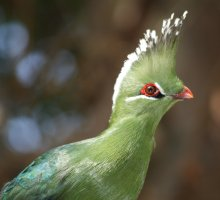
Niewielki turak ostroczuby (Tauraco livingstonii) swój łaciński epitet otrzymał na cześć znanego odkrywcy Afryki, Davida Livingstone’a.

Turakowate (Musophagidae) – rodzina ptaków z rzędu turakowych (Musophagiformes). Występują wyłącznie w Afryce Subsaharyjskiej. Żyją w lasach i na sawannach. Nie są dobrymi lotnikami, za to dobrze biegają i wspinają się po drzewach. Są łatwo rozpoznawalne dzięki charakterystycznym czubom na głowie.

## Biologia

### Wymiary
Większość gatunków mierzy 40–45 cm i waży około 300 gramów. Jedynie szyszak (czyli turak olbrzymi) jest wyraźnie większy – mierzy nawet 70–75 cm i waży nieraz powyżej 1 kg. Mają dość krótkie, zaokrąglone skrzydła i długie ogony.

### Biotop
Turaki prowadzą osiadły tryb życia. Pięć gatunków turaków (z podrodziny Criniferinae) o bardziej matowym, szarobrązowym upierzeniu zamieszkuje sawanny, pozostałe wolą bardziej lesiste środowisko. Wszystkie są jednak typowo nadrzewne. Ich donośne głosy przypominające szczekanie często są wykorzystywane przez ssaki roślinożerne jako ostrzeżenie przed drapieżnikami.

### Pożywienie
Odżywiają się liśćmi, pąkami, kwiatami i owocami, w okresie lęgowym również drobnymi bezkręgowcami.

### Rozmnażanie
Budują płytkie gniazda na drzewach, gdzie składają zwykle 1–3 jaja. Pisklęta wykluwają się pokryte gęstym puchem. Przebywają w gnieździe ok. 4 tygodni, ale często opuszczają je, zanim nauczą się latać, zręcznie wspinając się po drzewach.

## Cechy szczególne

### Upierzenie
Ptaki należące do tej rodziny są zwykle bardzo kolorowo ubarwione, często na niebiesko, zielono lub fioletowo. Kolory te zawdzięczają specjalnym barwnikom nieobecnym u innych ptaków ani nigdzie indziej w świecie zwierząt. Za zieleń u turaków odpowiedzialna jest turakowerdyna, a za kolor czerwonofioletowy i granatowy turacyna. Barwniki te czynią upierzenie turaków niepowtarzalnym w całej gromadzie ptaków, ponieważ np. kolor zielony u innych gatunków jest barwą strukturalną – wynika z załamywania się światła na strukturze piór, a nie z obecności związków chemicznych. 

### Budowa nóg
Cechą szczególną turaków jest ułożenie zewnętrznego, czwartego palca ich nóg. Jest on ustawiony pod kątem prostym w stosunku do osi nogi, co umożliwia jego skierowanie zarówno do przodu, jak i do tyłu (semizygodactylia). Cecha ta umożliwia zręczne czepianie się gałęzi, co jest związane z typowo nadrzewnym trybem życia tych ptaków.

## Systematyka
Do rodziny należą następujące podrodziny:
- Corythaeolinae – szyszaki
- Criniferinae – hałaśniki
- Musophaginae – turaki

W dawniejszych klasyfikacjach rodzinę turakowatych (Musophagidae) zaliczano do rzędu kukułkowych (Cuculiformes) razem z kukułkowatymi (Cuculidae), niekiedy także z hoacynami (Opisthocomidae).
Kladogram (uproszczony) rodziny Musophagidae:
|  | Corythaeola |
|  |             |

|  | Criniferoides                                               |
|  |                                                             |
|  | \| \| Corythaixoides \| \| \| \| \| \| Crinifer \| \| \| \| |
|  |                                                             |
|  | Corythaixoides                                              |
|  |                                                             |
|  | Crinifer                                                    |
|  |                                                             |

|  | Corythaixoides |
|  |                |
|  | Crinifer       |
|  |                |

|  | Gallirex |
|  |          |
|  | Tauraco  |
|  |          |

|  | Corythaeola |
|  |             |

|  | Criniferoides                                               |
|  |                                                             |
|  | \| \| Corythaixoides \| \| \| \| \| \| Crinifer \| \| \| \| |
|  |                                                             |
|  | Corythaixoides                                              |
|  |                                                             |
|  | Crinifer                                                    |
|  |                                                             |

|  | Corythaixoides |
|  |                |
|  | Crinifer       |
|  |                |

|  | Gallirex |
|  |          |
|  | Tauraco  |
|  |          |